# Тит Ебуций Хелва
Тит Ебуций Хелва (на латински: Titus Aebutius Helva) е политик на ранната Римска република.

## Биография
Тит Ебуций Хелва произлиза от патрицианската фамилия от gens Ебуции. Той е баща на Луций Ебуций Хелва, консул през 463 пр.н.е.
Той е консул през 499 пр.н.е. Негови колега е Гай Ветурий Гемин Цицурин. През тази година римляните обсаждат и превземат град Фидена, превземат град Крустумерия, a латинският град Пренесте преминава към Рим.
Във войната против латините Авъл Постумий Алб Региленсис е обявен за диктатор, a Тит Ебуций Хелва става негов началник на конницата. Те маршируват към Регилското езеро близо до Тускулум през (498 пр.н.е.). По време на битката при Регилското езеро Хелва ранява латинския комендант Октавий Мамилий. Самият той е убит в битката.